# 和美術館
和美術館（わびじゅつかん、英: He Art Museum）は、2020年に開館した広東省仏山市順徳区北滘鎮君蘭社区にある美術館。プリツカー賞を受賞した安藤忠雄が設計した民間の非営利美術館。
世界的企業「美的グループ（マイディアグループ）」の創業家が故郷への貢献としてコレクションを公開する美術館で、伝統芸術から現代アートまでを含む。

## 沿革
2020年に開館。

## 歴代館長
邵舒

## 交通アクセス
地下鉄の駅：広州地下鉄7号線美的駅